# Schlüsselfeld
Schlüsselfeld è un comune tedesco di 5 824 abitanti, situato nel land della Baviera.